# Конов, Василий Анатольевич
Васи́лий Анато́льевич Ко́нов (род. 11 июня 1976, Новое Мазино, Татарская АССР) — российский журналист, телеведущий и спортивный комментатор, в прошлом — главный редактор дирекции спортивного вещания «Первого канала» (2017—2018). Наибольшую известность получил как корреспондент и спортивный комментатор той же дирекции канала (1998—2010).

## Биография
Вырос и окончил школу в городе Звенигород. После школы со второй попытки поступил на международное отделение факультета журналистики МГУ. Учился в радиогруппе, одновременно работая на радиостанциях «Маяк» и «Радио 101». По рассказам Конова, его первым редакционным заданием было интервью с Владиславом Листьевым. Окончил вуз в 1999 году.
С января 1998 по ноябрь 2010 года был корреспондентом и комментатором Дирекции спортивного вещания ОАО «ОРТ», впоследствии — ОАО «Первый канал». Неоднократно выезжал в составе бригад телеканала для освещения Олимпийских игр (с 2000), чемпионатов мира и Европы по футболу, брал флеш-интервью у игроков и тренеров в перерывах футбольных трансляций. Был ведущим телепередач «Футбольное обозрение», «Время футбола» и «На футболе», параллельно работал для информационных телепрограмм «Новости» и «Время». Работал комментатором на Чемпионате мира по футболу 2010 года. В ноябре 2010 года ушёл с телеканала по собственному желанию.
Вёл на «Нашем радио» передачу «Ради спортивного интереса». Некоторое время также вёл свою авторскую колонку в журнале «Русский Newsweek», а с 2008 года также готовил материалы и интервью для русской версии журнала SportWeek, где числился редактором одного из отделов.
С 2010 по 2017 год возглавлял агентство спортивных новостей «Р-Спорт».
12 августа 2015 года было объявлено о том, что с 1 сентября того же года Василий Конов будет главным редактором спортивного субхолдинга «Газпром-медиа», который создаётся на базе телеканала «Матч ТВ», однако уже 19 августа он отказался от этого поста.
В ноябре 2017 года вернулся обратно на «Первый канал», где стал главным редактором Дирекции спортивного вещания. В данной должности принимал активное участие в реорганизации подразделения, в ходе которой более 10 человек из старого состава редакции были уволены, а вместо них были взяты на работу новые сотрудники. С 29 декабря 2018 года больше не является сотрудником телеканала.
С 31 января 2019 по 16 сентября 2021 года снова работал в МИА «Россия сегодня», где занимал должность исполнительного директора.
С 17 сентября по 15 ноября 2021 года возглавлял агентство спортивной информации «Матч+».
1 ноября 2021 года назначен заместителем генерального продюсера телеканала «Матч ТВ».

## Награды и премии
- Орден Дружбы (вручён 1 октября 2014 года)[24]
- Почётная грамота Президента Российской Федерации (4 сентября 2023 года) — за заслуги в развитии средств массовой информации и многолетнюю добросовестную работу[25].
- Медаль Николая Озерова (28 июня 2016 года) — за большой личный вклад в пропаганду физической культуры и спорта[26]
- Памятная медаль «XXII Олимпийские зимние игры и XI Паралимпийские зимние игры 2014 года в г. Сочи»[27]
- Памятная медаль «XXVII Всемирная летняя универсиада 2013 года в г. Казани»[28]
- Медаль «За подготовку и проведение XVI чемпионата мира по водным видам спорта 2015 года в г. Казани»[29]
- «Золотой микрофон» 2017 года — премия газеты «Комсомольская правда», которая вручается лучшему спортивному журналисту года[30].
- Победитель Национальной спортивной премии как лучший журналист 2020 года в номинации «Спортивный парнас» (за вклад в пропаганду физической культуры, спорта и здорового образа жизни)[31].
- Обладатель специального приза Олимпийского комитета России «Юбилей» в рамках премии «Энергия побед»[32].
- В сентябре 2023 года награжден[33] почетной грамотой президента РФ «За достигнутые трудовые успехи и многолетнюю добросовестную работу».
- В декабре 2023 года Министерством обороны РФ награжден[34] медалью «100 лет Центральному спортивному клубу Армии».
- В декабре 2023 года награжден[35] медалью, посвященной 100‑летию образования государственного органа управления в сфере физической культуры и спорта.
- В июле 2024 года получил премию «Медиаменеджер России» в номинации[36] Телевидение / главный редактор «за верность профессии и создание самой цитируемой редакции».
- В декабре 2024 года признан[37] медиаменеджером года по версии «Комсомольской правды» в рамках премии «Джентльмен года»-2024.
- В середине мая 2025 года «За существенный вклад в развитие физической культуры и спорта» награжден[38] высшей ведомственной наградой Минспорта - почетным знаком «За заслуги в развитии физической культуры и спорта».

## Личная жизнь
Жена Ольга. 1 марта 2016 года сообщил в «Твиттере» о рождении дочери Василисы. 20 марта 2017 года сообщил о рождении дочери Варвары.

## Фильмография
- 1986 — Борис Годунов
- 2008 — Счастливы вместе — корреспондент газеты «Спорт-компресс»[40]
- 2013 — Околофутбола